# Lou Perryman
Louis Byron "Lou" Perryman, även känd som Lou Perry, född 15 augusti 1941, död 1 april 2009, var en amerikansk karaktärsskådespelare. Han agerade i ett antal små roller både på TV och i filmer som The Blues Brothers, Poltergeist, Boys Don't Cry och Motorsågsmassakern 2.
Han var även medlem i filmteamet som gjorde den ursprungliga Motorsågsmassakern filmen.

## Död
Perryman dödades i sitt hem i Austin, Texas den 1 april 2009 av en 28-årig man vid namn Seth Christopher Tatum.
Tatum hade nyligen släppts från fängelse för grovt rån. Senare erkände han att han hade dödat Perryman med en yxa. Den 26 juni 2009 blev Tatum åtalad på två punkter för rånmord. Tidigt 2011 dömdes han till livstids fängelse utan möjlighet till benådning de närmaste 40 åren.

## Filmografi i urval
- 2003 – When Zachary Beaver Came to Town
- 1999 – Natural Selection
- 1999 – Boys Don't Cry
- 1996 – Deep in the Heart
- 1989 – The Cellar
- 1989 – City Hunter: Ai to shukumei no Magnum (Engelsk röst)
- 1986 – Motorsågsmassakern 2
- 1986 – Trespasses
- 1983 – Last Night at the Alamo
- 1982 – Poltergeist
- 1980 – The Blues Brothers
- 1980 – Fast Money
- 1978 – The Whole Shootin' Match
- 1977 – A Hell of a Note (Kortfilm)

## TV-filmer (i urval)
- 1996 – Two Mothers for Zachary
- 1995 – The Unspoken Truth
- 1994 – The Substitute Wife

## TV-serier (i urval)
- 1995 – Walker Texas Ranger (Gäst) 2 avsnitt